# Francisco I. Madero, Santiago Tuxtla
Francisco I. Madero är en ort i Mexiko.   Den ligger i kommunen Santiago Tuxtla och delstaten Veracruz, i den sydöstra delen av landet, 400 km öster om huvudstaden Mexico City. Francisco I. Madero ligger 53 meter över havet och antalet invånare är 1 863.
Terrängen runt Francisco I. Madero är platt. Runt Francisco I. Madero är det ganska tätbefolkat, med 104 invånare per kvadratkilometer. Närmaste större samhälle är Santiago Tuxtla, 16,8 km norr om Francisco I. Madero. Omgivningarna runt Francisco I. Madero är en mosaik av jordbruksmark och naturlig växtlighet.